# Damastes coquereli
Damastes coquereli là một loài nhện trong họ Sparassidae.
Loài này thuộc chi Damastes. Damastes coquereli được Eugène Simon miêu tả năm 1880.